# Piłka nożna plażowa na Igrzyskach Europejskich 2023
Piłka nożna plażowa na Igrzyskach Europejskich 2023 – turniej beach soccera mężczyzn i kobiet. Finały zostały rozegrane 1 lipca 2023 roku w Centrum Sportów Plażowych w Tarnowie. W zawodach wzięło udział 168 sportowców z 9 państw. Finał kobiet po raz pierwszy był rozgrywany na igrzyskach europejskich, jak dotąd rozgrywana była konkurencja tylko dla mężczyzn.
Złotego medalu z IE 2019 broniła reprezentacja Portugalii mężczyzn, tym razem zakończyła rywalizację na 4. miejscu.

## Kwalifikacje

### Mężczyźni
Polska jako gospodarz została zakwalifikowana automatycznie. Następnie kwalifikacje otrzymuje drużyn najlepszych zespołów z super finału Europejskiej Ligi Beach Soccera 2022 (nie wliczając Polski). Ostatnie miejsce w Igrzyskach Europejskich otrzymał najlepszy zespół z dywizji B Europejskiej Ligi Beach Soccera 2022.
| Drużyna     | Zakwalifikowany jako                                        | Data kwalifikacji   | Miejsce kwalifikacji | Liczba zakwalifikownych | Występy   | Ostatni występ |
| ----------- | ----------------------------------------------------------- | ------------------- | -------------------- | ----------------------- | --------- | -------------- |
| Polska      | gospodarz                                                   | gospodarz           | gospodarz            | 1                       | debiutant | debiutant      |
| Azerbejdżan | Europejskiej Ligi Beach Soccera 2022 – superfinał           | 10-11 wrzesień 2022 | Alghero              | 6                       | 1         | 2015           |
| Hiszpania   | Europejskiej Ligi Beach Soccera 2022 – superfinał           | 10-11 wrzesień 2022 | Alghero              | 6                       | 2         | 2019           |
| Portugalia  | Europejskiej Ligi Beach Soccera 2022 – superfinał           | 10-11 wrzesień 2022 | Alghero              | 6                       | 2         | 2019           |
| Szwajcaria  | Europejskiej Ligi Beach Soccera 2022 – superfinał           | 10-11 wrzesień 2022 | Alghero              | 6                       | 2         | 2019           |
| Ukraina     | Europejskiej Ligi Beach Soccera 2022 – superfinał           | 10-11 wrzesień 2022 | Alghero              | 6                       | 2         | 2019           |
| Włochy      | Europejskiej Ligi Beach Soccera 2022 – superfinał           | 10-11 wrzesień 2022 | Alghero              | 6                       | 2         | 2019           |
| Mołdawia    | Europejskiej Ligi Beach Soccera 2022 – 1. miejsce dywizji B | 27-31 lipiec 2022   | Kiszyniów            | 1                       | debiutant | debiutant      |
|             |                                                             |                     |                      | 8                       |           |                |

### Kobiety
Polska jako gospodarz została zakwalifikowana automatycznie. Następnie kwalifikacje otrzymało pięć najlepszych drużyn z super finału Europejskiej Ligi Beach Soccera Kobiet 2022 (nie wliczając Polski).
| Drużyna    | Zakwalifikowany jako                                     | Data kwalifikacji   | Miejsce kwalifikacji | Liczba zakwalifikownych | Występy   | Ostatni występ |
| ---------- | -------------------------------------------------------- | ------------------- | -------------------- | ----------------------- | --------- | -------------- |
| Polska     | gospodarz                                                | gospodarz           | gospodarz            | 1                       | debiutant | debiutant      |
| Anglia     | Europejskiej Ligi Beach Soccera Kobiet 2022 – superfinał | 10-11 wrzesień 2022 | Alghero              | 5                       | debiutant | debiutant      |
| Hiszpania  | Europejskiej Ligi Beach Soccera Kobiet 2022 – superfinał | 10-11 wrzesień 2022 | Alghero              | 5                       | debiutant | debiutant      |
| Portugalia | Europejskiej Ligi Beach Soccera Kobiet 2022 – superfinał | 10-11 wrzesień 2022 | Alghero              | 5                       | debiutant | debiutant      |
| Ukraina    | Europejskiej Ligi Beach Soccera Kobiet 2022 – superfinał | 10-11 wrzesień 2022 | Alghero              | 5                       | debiutant | debiutant      |
| Włochy     | Europejskiej Ligi Beach Soccera Kobiet 2022 – superfinał | 10-11 wrzesień 2022 | Alghero              | 5                       | debiutant | debiutant      |
|            |                                                          |                     |                      | 6                       |           |                |

## Turniej mężczyzn
Legenda do tabelek:
- Pkt – liczba punktów
- M – liczba meczów
- W – wygrane
- P – porażki
- Br+ – bramki zdobyte
- Br− – bramki stracone
- +/− – różnica bramek

### Grupa A
| Zespół      | Pkt | M | W | P | Br+ | Br− | +/− |
| ----------- | --- | - | - | - | --- | --- | --- |
| Portugalia  | 9   | 3 | 3 | 0 | 18  | 9   | +9  |
| Hiszpania   | 6   | 3 | 2 | 1 | 18  | 9   | +9  |
| Polska      | 3   | 3 | 1 | 2 | 10  | 14  | -4  |
| Azerbejdżan | 0   | 3 | 0 | 3 | 5   | 19  | -14 |

| 27 czerwca 2023 16:00 CET | Portugalia · Bê Martins 1', 4', 22' · Léo Martins 13' · Domingo 17' (sam.) · Jordan 23', 32' | 7:5Raport | Hiszpania · 15' Arias · 17' Chicky · 17' Kuman · 21' David · 31' Dona | Centrum Sportów Plażowych, Tarnów Sędzia: Eduards Borisevics |
|                           |                                                                                              |           |                                                                       |                                                              |

| 27 czerwca 2023 20:30 CET | Azerbejdżan · Elshad 4' · F. Huseynov 27' | 2:7Raport | Polska · 5' Gac · 8' Jesionowski · 11', 23' Witkowski · 18' Bistuła · 32' Baran · 36' Ziober | Centrum Sportów Plażowych, Tarnów Sędzia: Laurynas Aržuolaitis |
|                           |                                           |           |                                                                                              |                                                                |

| 28 czerwca 2023 16:00 CET | Portugalia · R. Brilhante 17' · Bê Martins 24' · Léo Martins 25', 36' · M. Pintado 31' | 5:2Raport | Azerbejdżan · 6', 31' Mammadov | Centrum Sportów Plażowych, Tarnów Sędzia: Dario Minder |
|                           |                                                                                        |           |                                |                                                        |

| 28 czerwca 2023 20:30 CET | Polska · Baran 18' | 1:6Raport | Hiszpania · 2', 29' Oliver · 3' Antonio · 18' Kuman · 23' David · 25' Arias | Centrum Sportów Plażowych, Tarnów Sędzia: Malte Gerhardt |
|                           |                    |           |                                                                             |                                                          |

| 29 czerwca 2023 16:00 CET | Hiszpania · Mejias 2' · Chicky 13', 24', 34' · Arias 21' · Kuman 22' · Rigaud 26' | 7:1Raport | Azerbejdżan · 10' Elshad | Centrum Sportów Plażowych, Tarnów Sędzia: Saverio Bottalico |
|                           |                                                                                   |           |                          |                                                             |

| 29 czerwca 2023 20:30 CET | Polska · Baran 1' · Jesionowski 11' | 2:6Raport | Portugalia · 4' Bê Martins · 9', 13' Léo Martins · 11' R. Pinhal · 15', 35' M. Pintado | Centrum Sportów Plażowych, Tarnów Sędzia: Matthieu Dor |
|                           |                                     |           |                                                                                        |                                                        |

### Grupa B
| Zespół     | Pkt | M | W | P | Br+ | Br− | +/− |
| ---------- | --- | - | - | - | --- | --- | --- |
| Włochy     | 6   | 3 | 2 | 1 | 16  | 13  | +3  |
| Szwajcaria | 6   | 3 | 2 | 1 | 16  | 11  | +5  |
| Ukraina    | 6   | 3 | 2 | 1 | 14  | 14  | 0   |
| Mołdawia   | 0   | 3 | 0 | 3 | 13  | 21  | -8  |

| 27 czerwca 2023 13:00 CET | Włochy · Sciacca 5' · Sassari 16' · Zurlo 25' · Bertacca 26' · Giordani 35' | 5:6Raport | Ukraina · 3' Shcherytsia · 5' Zavorotnyi · 12' Zborovskyi · 28' A. Borsuk · 29' Pashko · 34' Voitok | Centrum Sportów Plażowych, Tarnów Sędzia: Łukasz Ostrowski |
|                           |                                                                             |           | |                                                            |

| 27 czerwca 2023 17:30 CET | Mołdawia · Graur 3' · Podlesnov 18' · Borovschi 20' · Istrati 27' | 4:9Raport | Szwajcaria · 2', 3', 8', 9', 18', 20', 34' Stankovic · 12' Rüttimann · 32' Ott | Centrum Sportów Plażowych, Tarnów Sędzia: Alvaro Canovas Garcia-Villarrubia |
|                           |                                                                   |           |                                                                                |                                                                             |

| 28 czerwca 2023 13:00 CET | Włochy · Fazzini 5' · Remedi 5' · Zurlo 9', 21', 36' · Sciacca 26' | 6:4Raport | Mołdawia · 13', 22' Cojocari · 26' Garanovschi · 36' Turta | Centrum Sportów Plażowych, Tarnów Sędzia: Francisco Costa |
|                           |                                                                    |           |                                                            |                                                           |

| 28 czerwca 2023 17:30 CET | Szwajcaria · Stankovic 18', 26' · Kessler 18' · Rüttimann 20' | 4:2Raport | Ukraina · 4' Glutskyi · 26' A. Borsuk | Centrum Sportów Plażowych, Tarnów Sędzia: Eduards Borisevics |
|                           |                                                               |           |                                       |                                                              |

| 29 czerwca 2023 13:00 CET | Ukraina · Zborovskyi 3' · Voitok 7', 11' · Voitenko 13' · Glutskyi 20' · Medvid 20' | 6:5Raport | Mołdawia · 6', 15' Graur · 29' Turta · 33', 35' Podlesnov | Centrum Sportów Plażowych, Tarnów Sędzia: Łukasz Ostrowski |
|                           |                                                                                     |           |                                                           |                                                            |

| 29 czerwca 2023 17:30 CET | Szwajcaria · Ott 16' · Spacca 25' · Stankovic 26' | 3:5Raport | Włochy · 11' Fazzini · 13' Genovali · 14', 21', 28' Giordani | Centrum Sportów Plażowych, Tarnów Sędzia: Malte Gerhardt |
|                           |                                                   |           |                                                              |                                                          |

### Mecze o miejsca 5-8
| 30 czerwca 2023 13:00 CET | Polska · Baran 3', 14' · Jesionowski 5' · Kiklaisz 11' · Pietrasiak 13' · Gac 16' | 6:8Raport | Mołdawia · 3' Borovschi · 6' Cojocari · 11' Ceh · 14' Turta · 20', 32' Podlesnov · 25', 35' Graur | Centrum Sportów Plażowych, Tarnów Sędzia: Alvaro Canovas Garcia-Villarrubia |
|                           |                                                                                   |           |                                                                                                   |                                                                             |

| 30 czerwca 2023 14:30 CET | Azerbejdżan · Amid 1', 34', 37' · Elshad 26', 36' · Zeynalli 28' · Mammadov 32' | 7:6 dogr.Raport | Ukraina · 9', 29' Poslavskyi · 10' Zborovskyi · 13' Pashko · 13', 33' Voitenko | Centrum Sportów Plażowych, Tarnów Sędzia: Annett Unterbeck |
|                           |                                                                                 |                 |                                                                                |                                                            |

### Półfinały
| 30 czerwca 2023 17:30 CET                                 | Portugalia · Jordan 4' · M. Pintado 17' · R. Pinhal 18' · Léo Martins 25' | 4:4 dogr. k. 3:4Raport                            | Szwajcaria · 11' Spacca · 23' Rodrigues · 26' Steinemann · 29' Mounoud | Centrum Sportów Plażowych, Tarnów Sędzia: Laurynas Aržuolaitis |
|                                                           |                                                                           |                                                   |                                                                        |                                                                |
|                                                           |                                                                           | Rzuty karne                                       |                                                                        |                                                                |
| Bê Martins · A. Lourenço · Coimbra · Léo Martins · Jordan |                                                                           | Ott · Spacca · Steinemann · Rodrigues · Stankovic |                                                                        |                                                                |

| 30 czerwca 2023 20:30 CET | Hiszpania · Chicky 2', 13' · Oliver 7', 12' · Domingo 17' | 5:6 dogr.Raport | Włochy · 1' Giordani · 5', 17' Sciacca · 30' Remedi · 31' Domingo · 38' Casapieri | Centrum Sportów Plażowych, Tarnów Sędzia: Eduards Borisevics |
|                           |                                                           |                 |                                                                                   |                                                              |

### Mecz o miejsca 7-8
| 1 lipca 2023 12:30 CET | Polska · Kiklaisz 26' · Ziober 29' | 2:3Raport | Ukraina · 29' Glutskyi · 35', 36' Voitok | Centrum Sportów Plażowych, Tarnów Sędzia: Eduards Borisevics |
|                        |                                    |           |                                          |                                                              |

### Mecz o miejsca 5-6
| 1 lipca 2023 14:00 CET | Azerbejdżan · Amid 8' · Sabir 23' · Ramil 24' · F. Huseynov 24' | 4:2Raport | Mołdawia · 19' Graur · 26' Cojocari | Centrum Sportów Plażowych, Tarnów Sędzia: Angelika Gębka |
|                        |                                                                 |           |                                     |                                                          |

### Mecz o brązowy medal
| 1 lipca 2023 17:00 CET                    | Portugalia · Léo Martins 11', 23', 32' · M. Pintado 17' · Jordan 21' | 5:5 dogr. k. 0:2Raport | Hiszpania · 3' Rigaud · 14', 22' David · 22' Arias · 33' Chicky | Centrum Sportów Plażowych, Tarnów Sędzia: Saverio Bottalico |
|                                           |                                                                      |                        |                                                                 |                                                             |
|                                           |                                                                      | Rzuty karne            |                                                                 |                                                             |
| Jordan · Lourenço · Coimbra · D. Algarvio |                                                                      | Mejias · Pedro · Arias |                                                                 |                                                             |

### Mecz o złoty medal
| 1 lipca 2023 20:00 CET | Szwajcaria · Mounoud 9', 27' · Stankovic 11' · Steinemann 25', 30' | 5:2Raport | Włochy · 1' Zurlo · 36' Bertacca | Centrum Sportów Plażowych, Tarnów Sędzia: Łukasz Ostrowski |
|                        |                                                                    |           |                                  |                                                            |

## Turniej kobiet
Legenda do tabelek:
- Pkt – liczba punktów
- M – liczba meczów
- W – wygrane
- P – porażki
- Br+ – bramki zdobyte
- Br− – bramki stracone
- +/− – różnica bramek

### Grupa A
| Zespół     | Pkt | M | W | P | Br+ | Br− | +/− |
| ---------- | --- | - | - | - | --- | --- | --- |
| Portugalia | 6   | 2 | 2 | 0 | 7   | 2   | +5  |
| Polska     | 3   | 2 | 1 | 1 | 6   | 3   | +3  |
| Czechy     | 0   | 2 | 0 | 2 | 2   | 10  | -8  |

| 27 czerwca 2023 19:00 CET | Polska · Gozdek 7' · Okoniewska 9', 32' · Nowak 23' · Sobal 31' | 5:1Raport | Czechy · 26' Pýchová | Centrum Sportów Plażowych, Tarnów Sędzia: Annett Unterbeck |
|                           |                                                                 |           |                      |                                                            |

| 28 czerwca 2023 19:00 CET | Portugalia · Inês C. 7' · Cristiana 21', 28' · Hrušková 23' (sam.) · Gomes 25' | 5:1Raport | Czechy · 21' Folprechtová | Centrum Sportów Plażowych, Tarnów Sędzia: Attila Balint |
|                           |                                                                                |           |                           |                                                         |

| 29 czerwca 2023 19:00 CET | Polska · Gozdek 34' | 1:2Raport | Portugalia · Gomes 26', 36' | Centrum Sportów Plażowych, Tarnów Sędzia: Dmytro Dudka |
|                           |                     |           |                             |                                                        |

### Grupa B
| Zespół    | Pkt | M | W | P | Br+ | Br− | +/− |
| --------- | --- | - | - | - | --- | --- | --- |
| Hiszpania | 4   | 2 | 2 | 0 | 6   | 4   | +2  |
| Ukraina   | 3   | 2 | 1 | 1 | 6   | 7   | -1  |
| Włochy    | 0   | 2 | 0 | 2 | 1   | 2   | -1  |

| 27 czerwca 2023 14:30 CET | Hiszpania · Alcaide 3', 20' · Andrea Miron 10', 30' · Cris 11', 17' | 6:4Raport | Ukraina · 13' Vasyliuk · 15', 20' Klipachenko · 35' Shulha | Centrum Sportów Plażowych, Tarnów Sędzia: Angelika Gębka |
|                           |                                                                     |           |                                                            |                                                          |

| 28 czerwca 2023 14:30 CET | Włochy · Bargi 26' | 1:2Raport | Ukraina · 33', 34' Dekhtiar | Centrum Sportów Plażowych, Tarnów Sędzia: Tomasz Winiarczyk |
|                           |                    |           |                             |                                                             |

| 29 czerwca 2023 14:30 CET        | Hiszpania | 0:0 dogr. k. 4:2Raport                       | Włochy | Centrum Sportów Plażowych, Tarnów Sędzia: Francisco Costa |
|                                  |           |                                              |        |                                                           |
|                                  |           | Rzuty karne                                  |        |                                                           |
| Corbacho · Carol · Cris · Lorena |           | Maiorca · Naticchioni · Iannella · T. Santos |        |                                                           |

### Mecz o miejsca 5-6
| 30 czerwca 2023 11:30 CET | Czechy · Matějková 2' · Hrušková 23' | 2:3 dogr.Raport | Włochy · 25', 37' Privitera · 36' Vecchione | Centrum Sportów Plażowych, Tarnów Sędzia: Angelika Gębka |
|                           |                                      |                 |                                             |                                                          |

### Półfinały
| 30 czerwca 2023 16:00 CET | Portugalia · Cristiana 14' | 1:3Raport | Ukraina · 4' Dubytska · 20' Kostiuk · 31' Tykhonova | Centrum Sportów Plażowych, Tarnów Sędzia: Dario Minder |
|                           |                            |           |                                                     |                                                        |

| 30 czerwca 2023 19:00 CET | Polska · Dewicka 14' · Kaczmarek 14' | 2:3Raport | Hiszpania · 2' Sara · 19' Cris · 22' Alcaide | Centrum Sportów Plażowych, Tarnów Sędzia: Saverio Bottalico |
|                           |                                      |           |                                              |                                                             |

### Mecz o brązowy medal
| 1 lipca 2023 15:30 CET               | Portugalia · Ema T. 22' · Inês C. 25' | 2:2 dogr. k. 3:0Raport          | Polska · 3' Nowak · 23' Dewicka | Centrum Sportów Plażowych, Tarnów Sędzia: Matthieu Dor |
|                                      |                                       |                                 |                                 |                                                        |
|                                      |                                       | Rzuty karne                     |                                 |                                                        |
| Ema T. · Cristiana · Inês C. · Gomes |                                       | Okoniewska · Słowy · Suskiewicz |                                 |                                                        |

### Mecz o złoty medal
| 1 lipca 2023 18:30 CET                      | Ukraina · Shulha 35' · Kostiuk 37' | 2:2 dogr. k. 3:5Raport                   | Hiszpania · Jessi 36' · Andrea Miron 38' | Centrum Sportów Plażowych, Tarnów Sędzia: Annett Unterbeck |
|                                             |                                    |                                          |                                          |                                                            |
|                                             |                                    | Rzuty karne                              |                                          |                                                            |
| Kostiuk · Klipachenko · Dekhtiar · Dubytska |                                    | Corbacho · Carol · Cris · Lorena · Manau |                                          |                                                            |

## Medaliści
| Konkurencja      | Mistrz     | Wicemistrz | III miejsce | IV miejsce |
| ---------------- | ---------- | ---------- | ----------- | ---------- |
| Turniej mężczyzn | Szwajcaria | Włochy     | Hiszpania   | Portugalia |
| Turniej kobiet   | Hiszpania  | Ukraina    | Portugalia  | Polska     |

## Klasyfikacja medalowa
*   Gospodarz ( Polska)
| Miejsce | Reprezentacja | Złoto | Srebro | Brąz | Razem |
| ------- | ------------- | ----- | ------ | ---- | ----- |
| 1       | Hiszpania     | 1     | 0      | 1    | 2     |
| 2       | Szwajcaria    | 1     | 0      | 0    | 1     |
| 3       | Ukraina       | 0     | 1      | 0    | 1     |
| 3       | Włochy        | 0     | 1      | 0    | 1     |
| 5       | Portugalia    | 0     | 0      | 1    | 1     |
| Razem   | Razem         | 2     | 2      | 2    | 6     |